# Tetramorium chapmani
Tetramorium chapmani är en myrart som beskrevs av Bolton 1977. Tetramorium chapmani ingår i släktet Tetramorium och familjen myror. Inga underarter finns listade i Catalogue of Life.